# Tingbergsvallen
Tingbergsvallen är en fotbolls- och friidrottsanläggning i centrala Kungsbacka i Sverige, som invigdes den 12 juli 1936. Tingbergsvallen är hemmaarena för friidrottsklubben IF Rigor, fotbollsklubbarna Kungsbacka IF och Kungsbacka City FC och tidigare för fotbollsklubben Kungsbacka DFF som lades ner mars 2020.
Arenan har idag en läktarkapacitet på 760 personer under tak. Under 1986-1987 byggdes idrottsplatsen om och moderniserades lite, bland annat med nya löparbanor runt fotbollsplanen.
För övrigt spelades scener in för den svenska miniserien "Det nya landet" (år 2000), både innanför och utanför anläggningen.